# Puella Magi Madoka Magica
Puella Magi Madoka Magica (魔法少女まどか☆マギカ lit. Madoka Magica, la chica mágica?) es una serie de anime perteneciente al subgénero de mahō shōjo, producida por los estudios Shaft. Dirigida por Akiyuki Shinbo y escrita por Gen Urobuchi, cuenta con diseño de personajes de Ume Aoki y banda sonora de Yuki Kajiura. Comenzó a emitirse en Japón por las cadenas TBS y MBS. Los primeros diez episodios se emitieron entre el 6 de enero y el 10 de marzo de 2011, mientras que los dos últimos fueron aplazados hasta el 21 de abril de 2011, debido al terremoto y tsunami de la región de Tōhoku acaecidos en esas fechas.
La editorial Houbunsha ha publicado una adaptación a serie de manga ilustrado por Hanokage que cubre los eventos de la historia, así como dos spin-offs, Puella Magi Kazumi Magica: The Innocent Malice y Puella Magi Oriko Magica. Un videojuego titulado Puella Magi Madoka Magica Portable para PlayStation Portable (PSP) salió a la venta en marzo de 2012. Una revista dedicada, Manga Time Kirara Magica, comenzó a publicarse en junio de 2012. En julio de ese mismo año, Selecta Visión anunció la adquisición de los derechos de distribución de la serie en España. Dos películas que recopilan la serie se estrenaron en octubre de 2012, y una tercera con historia original se estrenó en octubre de 2013.

## Argumento
En la ciudad ficticia de Mitakihara, Japón, una estudiante de secundaria llamada Madoka Kaname y su mejor amiga, Sayaka Miki, se encuentran con una pequeña criatura parecida a un gato llamada Kyubey. Esta les ofrece un contrato en el que una chica puede tener cualquier deseo concedido a cambio de obtener poderes mágicos y ser encargada de luchar contra las brujas. Mientras tanto, una estudiante transferida y una misteriosa chica mágica llamada Homura Akemi intenta evitar que Madoka haga el contrato con Kyubey. Madoka y Sayaka luego conocen a Mami Tomoe, una estudiante de último año de la misma escuela que también es una chica mágica. Al notar su indecisión sobre si convertirse en una chica mágica, Mami se ofrece a llevar a Madoka y Sayaka con ella en su cacería de brujas para que puedan aprender sobre las responsabilidades de ser una chica mágica.
Sin embargo, después de presenciar la muerte de Mami a manos de una bruja, Madoka se da cuenta de que la vida de una chica mágica está llena de sufrimiento y dolor. Esto se refuerza aún más con la aparición de Kyōko Sakura, una veterana chica mágica cuyo deseo provocó involuntariamente la muerte de su familia. Madoka también descubre que las chicas mágicas entregan sus almas para formar Gemas del Alma, la fuente de su magia. Cuando una Gema del Alma se contamina demasiado con la desesperación, se convierte en una Semilla del Dolor, que eclosiona en una bruja. Sayaka decide convertirse en una chica mágica después de enterarse de que hacerlo le permitiría curar a Kyosuke, un músico y amigo suyo del que está enamorada. Sin embargo, su amiga Hitomi Shizuki le confiesa su amor primero, lo que hace que Sayaka se desilusione y caiga en una desesperación ineludible que la convierte en una bruja. Kyubey le revela a Madoka que pertenece a una raza alienígena que ha estado recolectando las emociones de las chicas mágicas durante siglos para usarlas como energía para contrarrestar la propagación de la entropía y así evitar la muerte térmica del universo. Madoka también se entera de que Homura es una chica mágica de una línea de tiempo diferente que ha repetido el mismo mes innumerables veces para intentar salvar a Madoka de un destino espantoso.
Madoka y Kyōko intentan revertir la transformación de Sayaka, pero el plan falla y Kyōko se ve obligada a sacrificarse para permitir que Madoka escape, dejando a Homura como la única chica mágica restante. Después de esto, una bruja extremadamente poderosa conocida como Walpurgisnacht se acerca a la ciudad. Homura intenta detenerla pero es derrotada. Ella comienza a perder la esperanza y está a punto de convertirse en una bruja cuando llega Madoka. Con los eventos del mes pasado en mente, Madoka decide convertirse en una chica mágica, a pesar de los esfuerzos de Homura por detenerla. Ella pide un deseo para detener la creación de todas las brujas en el pasado, presente y futuro. La naturaleza paradójica de su deseo hace que trascienda a una forma de psicopompo, llamada la "Ley de los Ciclos", que es una nueva regla del universo donde las chicas mágicas se purifican y desaparecen en un plano superior en lugar de convertirse en brujas. Se forma una nueva realidad en la que Homura es la única que recuerda a Madoka. Homura promete seguir luchando en honor a Madoka y al mundo que ella apreciaba.

## Medios relacionados

### Anime
Puella Magi Madoka Magica comenzó su desarrollo después de que Akiyuki Shinbo expresara su deseo de trabajar en una nueva serie de mahō shōjo al productor Atsuhiro Iwakami mientras estaban trabajando en las series Hidamari Sketch y Bakemonogatari. Durante la etapa de planificación, Iwakami decidió no adaptar una obra preexistente a fin de darle a Shinbo más libertad en su estilo de dirección. Este se puso en contacto con Gen Urobuchi de Nitroplus, para trabajar en el proyecto como guionista y con Ume Aoki para diseñar los personajes. La serie fue anunciada en un espacio comercial en el anime Togainu no Chi. Desde entonces, fueron mostrándose más comerciales, en los cuales se fueron revelando los personajes y el elenco.
Los primeros diez episodios se emitieron en las cadenas MBS, TBS y CBC entre el 7 de enero y el 11 de marzo de 2011. Se emitieron un día más tarde en la región de Kantō que en la de Kansai. Los episodios estuvieron disponibles por streaming gratis en Nico Nico Douga y BIGLOBE durante una semana tras su emisión. Debido al terremoto de Japón, la emisión del episodio 10 en Kantō, así como los dos episodios restantes, se detuvo. Los dos últimos episodios se emitieron finalmente el 21 de abril de 2011 en Kansai, y el día siguiente, en Kantō.
Fuera de Japón, se ha emitido en los canales de televisión Rai 4 en Italia, Animax Alemania en Alemania y ABC3 en Australia.
El 30 de mayo de 2025, Aniplex of America anunció que la serie recibirá un doblaje en español latino, la cual se estrenará próximamente.

#### Episodios
| N.° | Título                                       | Fecha de emisión      | Guion        | Guion gráfico      | Director          | Director de animación                                                                                             | Ilustración del final del episodio        |
| --- | -------------------------------------------- | --------------------- | ------------ | ------------------ | ----------------- | --- | ----------------------------------------- |
| 01  | «Me pareció verla en un sueño»               | 7 de enero de 2011    | Gen Urobuchi | Yoshiharu Ashino   | Yukihiro Miyamoto | Ryouma Ebata | Hanokage                                  |
| 02  | «Eso sería bueno de tu parte»                | 14 de enero de 2011   | Gen Urobuchi | Yoshiharu Ashino   | Masahiro Mukai    | Fuyumi Toriyama, Mika Takahashi Noboru Jitsuhara                                                                  | Hekiru Hikawa                             |
| 03  | «Ya no le tengo miedo a nada»                | 21 de enero de 2011   | Gen Urobuchi | Yoshiharu Ashino   | Yūki Yase         | Tomohiro Kamitani, Kazuya Shiotsuki                                                                               | Santa Tsuji (Nitroplus)                   |
| 04  | «Los milagros y la magia existen»            | 28 de enero de 2011   | Gen Urobuchi | Shinsaku Sasaki    | Shin'ichi Omata   | Miyabi Ozeki | Jin Kobayashi                             |
| 05  | «No hay forma de que me arrepienta de esto»  | 4 de febrero de 2011  | Gen Urobuchi | Shin'ichi Omata    | Takahiro Majima   | Mino Honda, Mayuko Matsumoto Kazuhisa Kosuga                                                                      | Yūpon (Nitroplus)                         |
| 06  | «Definitivamente esto está mal»              | 11 de febrero de 2011 | Gen Urobuchi | Shinsaku Sasaki    | Fujiaki Asari     | Jun'ichi Fukunaga, Hitoshi Miyashima                                                                              | Hajime Ueda                               |
| 07  | «¿Puedes afrontar tus propios sentimientos?» | 18 de febrero de 2011 | Gen Urobuchi | Masayoshi Nishita  | Satoaki Kidokoro  | Ryou Kobayashi, Tomoaki Kado                                                                                      | Takashi Tensugi                           |
| 08  | «Realmente fui una tonta»                    | 25 de febrero de 2011 | Gen Urobuchi | Shin'ichi Omata    | Takashi Kawabata  | Tomoyuki Matsumoto, Yuuji Kondou                                                                                  | Takuya Fujima (Asistente: Kentaro Tanaka) |
| 09  | «Nunca lo permitiré»                         | 7 de marzo de 2011    | Gen Urobuchi | Noriko Shichishima | Masahiro Mukai    | Miyuki Katayama, Akihiko Itō Kazuya Shiotsuki, Masahiro Sekiguchi Motoki Matsumoto, Jun Hanzawa Yasutoshi Iwasaki | Namaniku ATK (Nitroplus)                  |
| 10  | «Ya no puedo depender de nadie»              | 11 de marzo de 2011   | Gen Urobuchi | Shinsaku Sasaki    | Yūki Yase         | Kazuya Shiotsuki, Yoshiaki Itō                                                                                    | Kuroe Mura                                |
| 11  | «Lo único que me queda para guiarme»         | 21 de abril de 2011   | Gen Urobuchi | Tomohiko Ito       | Kotono Watanabe   | Shin'ichi Miyamae, Toshiyuki Fujisawa                                                                             | Buriki                                    |
| 12  | «Mi mejor amiga»                             | 21 de abril de 2011   | Gen Urobuchi | Shinsaku Sasaki    | Yukihiro Miyamoto | Jun'ichirō Taniguchi, Mika Takahashi                                                                              | Ume Aoki                                  |

#### Doblaje
| Personaje       | Seiyū           | Actor de doblaje   | Voz en español latino | Voz en portugués brasileño |
| --------------- | --------------- | ------------------ | --------------------- | -------------------------- |
| Madoka Kaname   | Aoi Yūki        | Carmen Ambrós      | Nycolle González      | Denise Palma               |
| Homura Akemi    | Chiwa Saitō     | Ariadna Jiménez    | Danann Huicochea      | Juliana Sergi              |
| Miki Sayaka     | Eri Kitamura    | Carmen Calvell     | por determinar        | Letícia Frolina            |
| Mami Tomoe      | Kaori Mizuhashi | Violeta Bibiloni   | por determinar        | Verónica Jussa             |
| Kyōko Sakura    | Ai Nonaka       | Marga López        | por determinar        | Melody Freitas             |
| Kyūbey          | Emiri Katō      | Inma Villalonga    | por determinar        | Renata Paulinho            |
| Kyōsuke Kamijō  | Seiko Yoshida   | Cesc Martínez      | por determinar        | Armando Hena               |
| Hitomi Shizuki  | Ryōko Shintani  | Assumpta Massutí   | por determinar        | Renata Paulinho            |
| Junko Kaname    | Yūko Gotō       | María Rosa Guillén | por determinar        | Mary Guerreiro             |
| Kazuko Saotome  | Junko Iwao      | María Rosa Guillén | por determinar        | Valentina Sá               |
| Tomohisa Kaname | Kaori Mizuhashi | Ariadna Jiménez    | por determinar        | Renata Paulinho            |
| Narrador        | Ninguno         | Alfonso Vallés     | por determinar        | Ninguno                    |

Nota: En Alemania e Italia se emitió doblado en sus respectivos idiomas

#### Música
La banda sonora de la serie está compuesta por Yuki Kajiura. Fue comercializada en 3 CD incluidos en los volúmenes 2, 4 y 6 de la edición BD en Japón y con la edición limitada de lanzamiento en Estados Unidos. El tema de apertura es "Connect" (コネクト Konekuto?) de ClariS y el de cierre es "Magia", de Kalafina. Ambos se pusieron a la venta el 16 de febrero de 2011. En la versión BD, el tema de cierre de los dos primeros episodios es "Mata Ashita" (また あした See You Tomorrow?), de Aoi Yūki, y el del noveno es "And I'm Home" de Eri Kitamura y Ai Nonaka. Estas canciones fueron incluidas en el primer y en el quinto volumen BD/DVD en Japón respectivamente. El tema principal de la primera película es "Luminous" (ルミナス Ruminasu?) de ClariS y el de la segunda es "Hikari Furu" (ひかりふる Light Falling?), por Kalafina.

#### Películas
El número de diciembre de 2011 de la revista Newtype reveló que la serie tendría una película de animación estrenada en cines. Además, en una entrevista a Atsuhiro Iwakami se confirmó que no sería una sola película, sino una trilogía. De esta trilogía, los dos primeros filmes de animación suponen una compilación de la historia original, mientras que el tercero continúa la historia mostrando novedades a modo de desenlace. Las dos primeras películas, tituladas Beginning y Eternal, se estrenaron en octubre de 2012 y se proyectaron en siete países hasta finales de ese año. Como curiosidad, los carteles de cine empleados en cada lugar contienen un fondo de ilustración diferente acorde con el país. Más tarde, serían emitidas también en México. La tercera película, titulada Rebellion, presentaba una continuación a la historia plenamente original escrita por Urobuchi y tuvo su estreno en otoño de 2013.
Aniplex anunció la proyección de la tercera película en los cines de Estados Unidos en invierno de 2013, así como también para México en enero de 2014 y en España en julio de 2015.
The Rebellion Story fue preseleccionada para la nominación a los #86 Premios Oscars de la Academia. Como candidata a la nominación, la publicación Variety publicó una valoración de la misma con críticas positivas. Sin embargo sólo llegó hasta la ronda final, quedando fuera de las nominaciones.

### Manga
Houbunsha ha publicado cuatro adaptaciones al manga.
Puella Magi Madoka Magica (魔法少女まどか☆マギカ?) es una adaptación directa de los eventos de la serie, ilustrado por Hanokage (ハノカゲ?). Se publicó tres volúmenes tankōbon de cuatro capítulo cada uno entre el 12 de febrero y el 30 de abril de 2011. Estaba previsto que el tercer volumen fuera lanzado el 12 de abril, pero debido al terremoto se retrasó la fecha de salida. Cada volumen contiene cuatro capítulos. El manga tiene, por lo tanto, 12 capítulos en total y cada uno adapta un episodio del anime. Dado que la historia del manga está basada en el guion original de Urobuchi, contiene ligeras diferencias con los mismos eventos que ocurren en el anime. Ha sido publicado en España por Ivrea.
Puella Magi Oriko Magica (魔法少女おりこ☆マギカ?) está escrito por Kuroe Mura. Se publicaron dos volúmenes entre mayo y junio. La historia de Puella Magi Oriko Magica se lleva a cabo en una línea temporal en la que Homura viaja para rescatar a Madoka. La historia trata sobre una Puella Magi llamada Oriko, que por sucesos dados en esa línea del tiempo se convierte en una chica mágica. Puella Magi Kazumi Magica: The Innocent Malice (魔法少女かずみ☆マギカ〜The innocent malice〜?) está escrito por Masaki Hiramatsu e ilustrado por Takashi Tensugi. Está serializado en la revista Manga Time Kirara Forward desde febrero de 2011. El manga cuenta con un conjunto de personajes diferentes al anime. La historia sigue a una chica llamada Kazumi que ha perdido la memoria después de haber sido presuntamente secuestrada.
El primer volumen de una antología oficial, Puella Magi Madoka☆Magica Anthology Comic Vol. 1, fue publicado el 12 de septiembre de 2011 por Houbunsha con varios artistas invitados. Una adaptación film cómic de la serie titulada Puella Magi Madoka Magica: Film Memories salió a la venta el 26 de mayo de 2012. Otro manga por Hanokage, Puella Magi Madoka Magica: The Different Story, será publicada en tres volúmenes tankōbon entre el 12 de octubre y el 12 de noviembre de 2012.

### Novela
Una adaptación en novela de la serie escrita por Hajime Ninomae e ilustrada por Yūpon se publicó el 14 de agosto de 2011 por Nitroplus. Un prelanzamiento estuvo disponible en el Comiket 80 el 12 de agosto.

### Videojuegos
Un videojuego basado en la serie llamado Puella Magi Madoka Magica Portable (魔法少女まどか☆マギカ ポータブル Mahō Shōjo Madoka Magika Pōtaburu?) para la PlayStation Portable se publicó el 15 de marzo de 2012, por Namco Bandai Games. Gen Urobuchi, guionista del anime, escribió la historia del juego, mientras que Shaft produjo la animación. Yusuke Tomizawa y Yoshinao Doi fueron los productores. El juego se lanzó en dos ediciones, una caja estándar que incluye un DVD bonus, y una versión limitada con una Figma de Madoka, un disco BD bonus, una bolsa de Kyūbey, un pañuelo de HomuHomu y una carta especial.
Algunos vestidos de Madoka Magica, junto con contenido de otros juegos y anime, están disponibles como contenido descargable para el juego de PSP God Eater Burst en Japón.

## Distribución

### BD/DVD
Las series se lanzó en Blu-ray Disc (BD) y DVD entre el 27 de abril y el 21 de septiembre de 2011. Los DVD se lanzaron en edición regular y edición limitada, pero los BD solo se lanzaron en edición limitada. La fecha de salida original del primer volumen era el 30 de marzo, pero se retrasó debido al terremoto. Cada volumen contiene una ilustración por Takahiro Kishida, un libreto especial que contiene entrevistas con el equipo directivo y un 4-koma hecho por Ume Aoki, comentarios por audio de los episodios por Aoi Yūki, Chiwa Saitō y un comentarista invitado, y un CD especial. El volumen final BD/DVD, lanzado el 21 de septiembre de 2011, contiene una "edición del director" del último capítulo de la serie como un extra.
| # | Fecha de salida          | Episodios | Comentarista invitado                                                                              | CD Especial | Catálogo (Edición limitada)    | Catálogo (Edición regular) | Ref    |
| - | ------------------------ | --------- | -------------------------------------------------------------------------------------------------- | --- | ------------------------------ | -------------------------- | ------ |
| 1 | 27 de abril de 2011      | 1 y 2     | Ep 1: Eri Kitamura Ep 2: Ume Aoki                                                                  | Drama CD supervisado por Gen Urobuchi Memories of you Character Song de Madoka Kaname Mata Ashita (Tema de cierre original de los primeros dos episodios) | ANZX-9121 (BD) ANZB-9121 (DVD) | ANSB-9121                  | [ 43 ] |
| 2 | 25 de mayo de 2011       | 3 y 4     | Ep 3: Kaori Mizuhashi Ep 4: Gen Urobuchi                                                           | Original Soundtrack Vol. 1 | ANZX-9123 (BD) ANZB-9123 (DVD) | ANSB-9123                  | [ 44 ] |
| 3 | 22 de junio de 2011      | 5 y 6     | Ep 5: Ai Nonaka Ep 6: Yukihiro Miyamoto                                                            | Drama CD supervisado por Gen Urobuchi Sunny Day Life | ANZX-9125 (BD) ANZB-9125 (DVD) | ANSB-9125                  | [ 45 ] |
| 4 | 27 de julio de 2011      | 7 y 8     | Ep 7: Ryōko Shintani Ep 8: Junichirō Taniguchi                                                     | Original Soundtrack Vol. 2 | ANZX-9127 (BD) ANZB-9127 (DVD) | ANSB-9127                  | [ 46 ] |
| 5 | 24 de agosto de 2011     | 9 y 10    | Ep 9: Emiri Katō Ep 10: Sin invitado                                                               | Drama CD supervisado por Gen Urobuchi Farewell Story Character Song de Sayaka Miki y Kyōko Sakura And I'm home (Tema de cierre original del episodio 9)   | ANZX-9129 (BD) ANZB-9129 (DVD) | ANSB-9129                  | [ 47 ] |
| 6 | 21 de septiembre de 2011 | 11 y 12   | Ep 11: Eri Kitamura, Kaori Mizuhashi y Ai Nonaka Ep 12: Gen Urobuchi, Ume Aoki y Yukihiro Miyamoto | Original Soundtrack Vol.3 | ANZX-9131 (BD) ANZB-9131 (DVD) | ANSB-9131                  | [ 48 ] |

### Publicaciones
Jaula de la Madurez: Sobre "Puella Magi Madoka Magica" (成熟という檻 『魔法少女まどか☆マギカ』論?)
19 de agosto de 2011 - ISBN 978-4-87376-374-3
Escrito por Kenichi Yamakawa y Publicado por Kinema-Junpo
 Puella Magi Madoka Magica Official Guidebook "You Are Not Alone"
27 de agosto de 2011 - ISBN 978-4-8322-4061-2
Publicado por Hōbunsha, incluye ilustraciones, historias de fondo para el argumento y los personajes y entrevistas con el staff.
Puella Magi Madoka Magica Production Note
Septiembre de 2011 (Prelanzamiento en versión limitada en el Comiket 80)
Publicado y editado por Shaft, con la colaboración del diseñador gráfico Milky Isobe, es un set de dos volúmenes con notas de producción, sketches y arte por Gekidan Inu Curry.
La versión limitada incluye una postal y un marcapágina (con la imagen de Charlotte) diseñados por Gekidan Inu Curry, y otro marcapágina con la imagen de Kyūbey.

## Recepción
El primer volumen BD vendió 53,000 copias en su primera semana, 22,000 de las cuales se vendieron el primer día, rompiendo el récord del sexto volumen BD de Bakemonogatari. El segundo volumen vendió 54,000 copias, batiendo su propio récord. Todos los demás volúmenes tuvieron unas ventas de más de 50,000 ejemplares durante su primera semana. El 18 de junio de 2011, se emitió en directo toda la serie en Nico Nico Douga por stream. Tuvo un millón de espectadores, superando el récord previo de 570,000 de Lucky Star. El primer volumen del manga Puella Magi Oriko Magica quedó en el cuarto puesto de entre los mangas más vendidos la semana del 9 al 15 de mayo, con 62,869 ejemplares. La misma semana, el también primer volumen de Puella Magi Kazumi Magica: The Innocent Malice quedó en quinta posición con 59,728 copias vendidas.
La serie ha sido galardonada con el premio a la mejor serie de televisión en la 16.ª edición de Animation Kobe, ganó 12 de los 21 premios de la 1.ª edición de los Newtype Anime Awards, el Gran Premio de animación de los Japan Media Awards de 2011, 3 premios de la 11.ª edición de la Tokyo International Anime Fair, el Premio Especial del Comité de selección de los galardones Licensing of the Year 2012 y el premio Seiun de la 51.ª edición de la Japan SF Convention.
En una votación organizada entre el 9 y el 23 de febrero de 2019 por Anime News Network acerca del mejor anime del género yuri de la era Heisei, Madoka Magica obtuvo el primer lugar con 231 de 2,222 votos.